# سلستینو راووتاومادا
سلستینو راووتاومادا (انگلیسی: Selestino Ravutaumada؛ زادهٔ ۱۷ ژانویهٔ ۲۰۰۰) بازیکن راگبی ۷ نفره اهل فیجی است.
وی در مسابقات کشوری و بین‌المللی در مجموع برندهٔ ۱ مدال نقره شده است.